# Serie A 1944-1945 (hockey su ghiaccio)
La stagione 1938-1939 è stata la settima del campionato svizzero di hockey su ghiaccio di seconda divisione, e ha visto la vittoria dello Young Sprinters Hockey Club.

## Spareggio promozione/retrocessione
Il Grasshopper Zürich è sconfitto dallo Young Sprinters de Neuchâtel per 7-1, e quest'ultimo viene promosso in massima divisione.

## Verdetti
| Serie A 1944-1945 | Serie A 1944-1945         |
| ----------------- | ------------------------- |
| Lega Nazionale A  | Grasshopper Zürich        |
| Serie A           | Young Sprinters Neuchâtel |